# Leonas
Leonas [ˈlʲæ̌ː.ɔ.nɐs] ist ein männlicher Vorname, der auch als Familienname vorkommt.

## Herkunft und Bedeutung
Bei Leonas handelt es sich um die litauische Variante von Leon.

## Verbreitung
Der Name Leonas ist in erster Linie in Litauen verbreitet.
In Deutschland stieg der Name in den frühen 2010er Jahren in den Vornamenscharts auf. Von 2013 bis 2019 war er mäßig beliebt. Mittlerweile sinkt seine Popularität wieder. Im Jahr 2016 erreichte er mit Rang 238 seine bislang höchste Platzierung in den Vornamenscharts.

## Namensträger
Vorname
- Leonas Alesionka (* 1949), litauischer Politiker
- Leonas Apšega (* 1940), litauischer Politiker
- Leonas Vaidotas Ašmantas (*  1939), litauischer Wirtschaftsingenieur, Hochschullehrer, Erfinder und Politiker
- Leonas Bistras (1890–1971), litauischer Journalist, Philosoph, Übersetzer und Politiker
- Leonas Kadžiulis (1926–2014), litauischer Agrarwissenschaftler
- Leonas Lešinskas (1924–2004), litauischer römisch-katholischer Geistlicher und Theologe
- Leonas Virginijus Papirtis (* 1949), litauischer Jurist und Politiker
- Leonas Milčius (* 1942), litauischer Politiker
- Leonas Raclauskas (1908–?), litauischer Fußballspieler

Mittelname
- Raimundas Leonas Rajeckas (1937–1997), litauischer Ökonom, Hochschullehrer und Politiker

Familienname
- Petras Leonas (1864–1938), litauischer Jurist und Politiker